# Crepuscolo (romanzo)
Crepuscolo (Eventide) è un romanzo dello scrittore americano Kent Haruf e il secondo romanzo della cosiddetta Trilogia della pianura, ambientata nella cittadina immaginaria di Holt, in Colorado. Pubblicato in America da Alfred A. Knopf nel 2004, è stato tradotto in Italia nel 2016 da Fabio Cremonesi per NN Editore.
Nel 2005 Crepuscolo vince il Colorado Book Award for Literary Fiction; è inoltre finalista, nello stesso anno, al Book Sense Award.

## Edizioni
- Kent Haruf, Crepuscolo, traduzione di Fabio Cremonesi, Milano, NN Editore, 2016, ISBN 9788899253295.